# Saint-Germain-le-Vieux
Saint-Germain-le-Vieux is een gemeente in het Franse departement Orne (regio Normandië) en telt 55 inwoners (2009). De plaats maakt deel uit van het arrondissement Alençon.

## Geografie
De oppervlakte van Saint-Germain-le-Vieux bedraagt 3,1 km², de bevolkingsdichtheid is dus 17,7 inwoners per km².
De onderstaande kaart toont de ligging van Saint-Germain-le-Vieux met de belangrijkste infrastructuur en aangrenzende gemeenten.

## Demografie
Onderstaande figuur toont het verloop van het inwonertal (bron: INSEE-tellingen).